# Pericoma consigilana
Pericoma consigilana är en tvåvingeart som beskrevs av Sara 1953. Pericoma consigilana ingår i släktet Pericoma och familjen fjärilsmyggor. Inga underarter finns listade i Catalogue of Life.